# 全日本学生柔道連盟
一般社団法人全日本学生柔道連盟（ぜんにほんがくせいじゅうどうれんめい、英語: All Japan University Judo Federetion）は、学生柔道の普及及び振興と優れた資質を持った指導者の養成を通じて、学生の心身の健全な発達とわが国スポーツ界の発展に寄与することを目的に1996年3月22日付けで文部大臣より社団法人設立認可を受けた日本の大学柔道の国内競技連盟である。全日本柔道連盟、大学スポーツ協会（UNIVAS）に加盟している。略称学柔連。一時期日本学生柔道連盟に改称。

## 概要
1951年10月2日付けで、全日本学生柔道連盟が118校の加盟をもって発足。一時、全日本柔道連盟（全柔連）から脱退、2016年にカラー柔道着を導入、女性差別という意見もある女子の白線入り黒帯を除外するなど全柔連とは独自性を出している。9つある地域別の学生柔道連盟から構成されている全国団体として組織されている連盟である。

## 沿革
- 1951年10月2日、全日本学生柔道連盟結成[2]。
- 1953年5月6日、全日本柔道連盟（全柔連）に加盟[2]。
- 1983年までに日本武道館に入居。
- 1983年1月5日～6日、日本武道館にて学柔連主催第1回正力松太郎杯国際学生柔道大会開催。全柔連とのトラブルが表面化する。
- 1983年1月25日、「柔道界の改革のため」として、全柔連から脱退[2]。
- 1983年9月21日、全柔連傘下で親講道館派で学生柔道界少数派の対抗団体全日本大学柔道連盟が設立される。筑波大学などが学柔連を脱退し、同団体へ[2]。
- 1987年11月17日、IJF会長選挙で全柔連が推すサルキス・カルグリアン（アルゼンチン）がIJF会長兼学柔連会長の松前重義および学柔連が推すフランス柔道連盟前会長のジョルジュ・ファイファー[3]に勝利[4]。IJFを味方につけた全柔連は攻勢にかかる。
- 1987年11月30日、全柔連臨時評議員会が国際柔道連盟(IJF)理事会決定「IJFは全柔連に加盟していない日本国内のいかなる団体も承認しない」に基づき、学柔連への要求「全日本大学柔道連盟との統合、団体名称を日本学生柔道連盟に改称、全柔連への加盟」三項目の決定。全柔連サイトは11月3日だとしている[2]。
- 1988年5月25日、学柔連が三項目を合意[2]。
- 1988年6月25日～26日、日本武道館にて日本学生柔道連盟統一記念第37回全日本学生柔道優勝大会開催[2]。
- 1996年3月22日、文部省が日本学生柔道連盟の社団法人化を許可。名称を「全日本学生柔道連盟」に戻す[2]。
- 2004年までに講道館に転居[5]。
- 2016年、日本国内においても全日本学生柔道優勝大会を始めとした主催大会でカラー柔道着を導入[6]。また、女子は白線入り黒帯でなく、男子と同様の黒帯が用いられることになった[7]。

## 運営大会
- 全日本学生柔道優勝大会（毎年6月に開催される日本の学生柔道の団体戦）
- 全日本学生柔道体重別選手権大会（毎年10月に開催される日本の学生柔道の個人戦）
- 全日本学生柔道体重別団体優勝大会（毎年11月に開催される日本の学生柔道の体重別による団体戦）

## 加盟連盟
- 北海道学生柔道連盟(17校)
  - 旭川大学，旭川医科大学，小樽商科大学，釧路公立大学，札幌大学，札幌医科大学，札幌学院大学，道都大学，北星学園大学，北海学園大学，
北海道大学，北海道医療大学，北海道教育大学，北海道科学大学，室蘭工業大学，酪農学園大学，北海道科学大学短期大学部

- 東北学生柔道連盟(20校)
  - 青森中央学院大学，秋田大学，岩手大学，岩手医科大学，奥羽大学，仙台大学，東北大学，東北学院大学，東北工業大学，東北福祉大学，
東北文教大学短期大学部，日本大学工学部，八戸学院大学，東日本国際大学，弘前大学，福島大学，富士大学，盛岡大学，山形大学，
福島県立医科大学

- 北信越学生柔道連盟(21校)
  - 金沢大学，金沢学院大学，金沢学院短期大学，金沢工業大学，国際高等専門学校，金城大学，信州大学，高岡法科大学　富山大学，
富山工業高等専門学校，長岡技術科学大学，長岡工業高等専門学校，新潟大学，日本医科大学新潟歯学部，福井大学，福井工業大学，
北陸大学，長野工業高等専門学校，石川工業高等専門学校，新潟医療福祉大学，松本大学

- 関東学生柔道連盟(38校) 
  - 茨城大学，宇都宮大学，神奈川大学，神奈川工科大学，関東学院大学，関東学園大学，群馬大学，国際武道大学，埼玉大学，淑徳大学，
城西大学，城西国際大学，上武大学，清和大学，高崎経済大学，千葉大学，千葉工業大学，千葉商科大学，筑波大学，都留文科大学，
帝京平成大学，帝京大学理工学部，桐蔭横浜大学，東洋大学工学部，獨協大学，日本工業大学，日本大学生産工学部，白鷗大学，
平成国際大学，山梨大学，防衛大学校，山梨学院大学，横浜国立大学，横浜市立大学，流通経済大学，了徳寺大学，埼玉医科大学，
日本ウェルネススポーツ大学

- 東京学生柔道連盟(47校) 
  - 青山学院大学，亜細亜大学，桜美林大学，学習院大学，慶應義塾大学，工学院大学，國學院大学，国士舘大学，駒澤大学，芝浦工業大学，
順天堂大学，上智大学，成蹊大学，成城大学，専修大学，創価大学，大正大学，大東文化大学，高千穂大学，拓殖大学，中央大学，帝京大学，
帝京科学大学，帝京短期大学，東海大学，東京大学，東京有明医療大学，東京学芸大学，東京経済大学，東京工業大学，東京農業大学，
東京理科大学，東洋大学，二松学舎大学，日本体育大学，日本大学，日本文化大学，一橋大学，法政大学，武蔵大学，明治大学，明治学院大学，
明星大学，立教大学，立正大学，早稲田大学，東京女子体育大学

- 東海学生柔道連盟(29校)
  - 愛知大学，愛知学院大学，愛知教育大学，愛知工業大学，愛知産業大学，朝日大学，岐阜大学，岐阜薬科大学，近畿大学工業高等専門学校，
皇學館大學，至学館大学，静岡大学，静岡産業大学，静岡文化芸術大学，椙山女学園大学，星城大学，中京大学，中部大学，同朋大学，
東海大学海洋学部・開発工学部，名古屋大学，名古屋学院大学，名古屋工業大学，名古屋商科大学，名古屋市立大学，南山大学，日本福祉大学，藤田保健衛生大学，名城大学

- 関西学生柔道連盟(57校) 
  - 芦屋大学，追手門学院大学，大阪大学，大阪学院大学，大阪教育大学，大阪体育大学，大阪経済大学，大阪経済法科大学，大阪芸術短期大学，
大阪工業大学，大阪国際大学，大阪産業大学，大阪歯科大学，大阪商業大学，大阪市立大学，大阪電気通信大学，大阪府立大学，大谷大学，
関西大学，関西医療大学，関西外国語大学，明治国際医療大学，関西学院大学，京都大学，京都外国語大学，京都学園大学，京都教育大学，
京都産業大学，京都府立医科大学，京都薬科大学，近畿大学，神戸医療福祉大学，甲南大学，神戸大学，神戸学院大学，滋賀大学，
四天王寺大学，摂南大学，宝塚医療大学，天理大学，同志社大学，奈良大学，阪南大学，姫路獨協大学，兵庫県立大学，
びわこ成蹊スポーツ大学，佛教大学，武庫川女子大学，桃山学院大学，立命館大学，龍谷大学，和歌山大学，森ノ宮医療大学，関西医科大学，
産業技術短期大学，奈良県立医科大学，羽衣国際大学

- 中国四国学生柔道連盟(32校)
  - 愛媛大学，岡山大学，岡山商科大学，岡山理科大学，海上保安大学校，香川大学，環太平洋大学，吉備国際大学，近畿大学工学部，
倉敷芸術科学大学，高知大学，島根大学，下関市立大学，水産大学校，東亜大学，徳島大学，徳山大学，鳥取大学，鳥取短期大学，
鳴門教育大学，広島大学，広島経済大学，広島工業大学，広島国際大学，広島修道大学，福山大学，松山大学，松山東雲女子大学，
松山東雲女子短期大学，山口大学，徳山工業高等専門学校，尾道市立大学

- 九州学生柔道連盟(30校)
  - 大分大学，鹿児島大学，鹿児島国際大学，鹿屋体育大学，北九州市立大学，九州大学，九州看護福祉大学，九州共立大学，九州工業大学，
九州国際大学，九州産業大学，近畿大学産業理工学部，熊本大学，熊本学園大学，久留米大学，佐賀大学，西南学院大学，崇城大学，
東海大学九州キャンパス，長崎大学，日本経済大学，日本文理大学，福岡大学，別府大学，福岡教育大学，福岡工業大学，南九州大学，
宮崎大学，宮崎産業経営大学，名桜大学